# Querdenker (Zeitschrift)
Querdenker war eine quartalsweise erscheinende Wirtschaftszeitschrift, die sich mit lateralem Denken und Kreativität befasste.

## Inhalte und Erscheinungsweise
Querdenker erschien 4-mal jährlich mit einer gedruckten Auflage von 10.000 Exemplaren sowie als E-Book. Er hatte einen Umfang von 84 Seiten. Das Format war 21 cm × 30 cm. Sitz der Redaktion war München.

## Geschichte
Das Magazin wurde von 2009 bis 2014 von der ICCOM International GmbH (heute Querdenker International GmbH) unter dem Namen Querdenker herausgegeben. Von 2000 bis 2008 hatte ICCOM das VWI-Fachmagazin t&m – technologie & management verlegt.
2010 wurde das Magazin mit dem Innovationspreis der Deutschen Druckindustrie in der Kategorie Zeitungen und Zeitschriften ausgezeichnet.
2020 erschien die Erstausgabe seines virtuellen Nachfolgers „Lateral“ exklusiv im Social-Media-Portal Querdenker United. Die Leserschaft des Magazins bildet sich aus den Mitgliedern der Plattform.